# J. Vaughan Gary

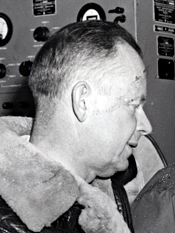
J. Vaughan Gary (1952)

Julian Vaughan Gary (* 25. Februar 1892 in Richmond, Virginia; † 6. September 1973 ebenda) war ein US-amerikanischer Politiker. Er vertrat den Bundesstaat Virginia als Abgeordneter im US-Repräsentantenhaus.

## Werdegang
Vaughan Gary besuchte die öffentliche Schule in Richmond. Danach machte er 1912 seinen Bachelor of Arts an der University of Richmond und 1915 seinen Bachelor of Laws an deren Rechtsabteilung. Des Weiteren unterrichtete er in den Jahren 1912 und 1913 an der Jungenschule Blackstone Academy. Seine Zulassung als Anwalt erhielt er 1915 und eröffnete dann eine Praxis in Richmond. Während des Ersten Weltkrieges diente er in der US Army. Nach dem Krieg arbeitete er von 1919 bis 1924 als Syndikus und Chefassistent für Virginias Steuerbehörde. Danach saß er von 1926 bis 1933 Abgeordnetenhaus von Virginia. Überdies war er Mitglied des Kuratoriums der University of Richmond.
Gary wurde in einer Sonderwahl als Demokrat in den 79. Kongress gewählt, um das durch den Rücktritt des Abgeordneten Dave E. Satterfield entstandene freie Mandat erneut zu besetzen. Danach wurde er noch neunmal in den Kongress gewählt. Seine Amtszeit belief sich vom 6. März 1945 bis zum 3. Januar 1964. Er entschloss sich 1964 für den 89. Kongress nicht mehr zu kandidieren. Gary kehrte zu seiner Tätigkeit als Anwalt zurück. In seiner Amtszeit im Kongress war er an der Verfassung des Southern Manifesto beteiligt, das sich gegen die Rassenintegration an öffentlichen Einrichtungen aussprach.
Vaughan Gary starb am 6. September 1973 in Richmond. Er wurde auf dem dortigen Hollywood Cemetery beerdigt.